# Cryptus persimilis
Cryptus persimilis är en stekelart som beskrevs av Cresson 1864. Cryptus persimilis ingår i släktet Cryptus och familjen brokparasitsteklar. Inga underarter finns listade i Catalogue of Life.